# Гиалия
Гиалия (на гръцки: Γιαλιά, Гяля̀) е село в Кипър, окръг Пафос. Според статистическата служба на Република Кипър през 2001 г. селото има 142 жители.
Намира се на 11 км североизточно от Полис.